# سوزان براون
سوزان براون (بالإنجليزية: Susan Brown)‏ هي ممثلة بريطانية، ولدت في 6 مايو 1946 في المملكة المتحدة.

## أعمال

### أفلام
- (2011) المرأة الحديدية[5]

## وصلات خارجية
- سوزان براون على موقع IMDb (الإنجليزية)
- سوزان براون على موقع ألو سيني (الفرنسية)
- سوزان براون على موقع قاعدة بيانات برودواي على الإنترنت (الإنجليزية)
- سوزان براون على موقع قاعدة بيانات الفيلم (الإنجليزية)